# The Company (album)
The Company er det selvbetitlede debutalbum for det danske band The Company, der udkom den 28. september 2009 på Tabu Records med Rune Rask som producer.

## Spor
1. "My Watch"
2. "Tonight"
3. "Leave"
4. "Everyone Knows"
5. "Air"
6. "Dont You Love"
7. "Sweet"
8. "Times I Know"
9. "Every Breath You Take"
10. "My Hard Black AMG"

## Modtagelse
GAFFA tildelte albummet fire ud af seks stjerner og kaldte det en "stærk debut".